# Brendan Iribe
Brendan Trexler Iribe, né le 12 août 1979 dans Maryland aux États-Unis, est un programmeur de jeux vidéo et entrepreneur américain, directeur général et cofondateur de Meta Quest et de Scaleform Corporation (en). Il est également l'associé de BIG Ventures, un fonds de capital-risque.
Par ailleurs, il est un gentleman driver participant à des épreuves d'endurance aux mains de voiture de grand tourisme dans des championnats tels que le Championnat du monde d'endurance, le WeatherTech SportsCar Championship, l'Asian Le Mans Series, l'International GT Open et la Michelin Le Mans Cup.
Il a remporté le championnat Asian Le Mans Series dans la catégorie GT3 en 2022.

## Palmarès sportif

### Résultats aux24 Heures du Mans
| Année | Écurie           | Copilotes                   | Voiture             | Classe   | Tours | Pos. | Class Pos. |
| ----- | ---------------- | --------------------------- | ------------------- | -------- | ----- | ---- | ---------- |
| 2021  | Inception Racing | Ben Barnicoat Ollie Millroy | Ferrari 488 GTE Evo | LMGTE Am | 327   | 41e  | 12e        |
| 2022  | Team Project 1   | Ben Barnicoat Ollie Millroy | Porsche 911 RSR-19  | LMGTE Am |       |      |            |

### Résultats aux24 Heures de Daytona
| Année | Écurie                                   | Copilotes                                       | Voiture          | Classe | Tours | Pos. | Class Pos. |
| ----- | ---------------------------------------- | ----------------------------------------------- | ---------------- | ------ | ----- | ---- | ---------- |
| 2022  | Inception Racing avec Optimum Motorsport | Ollie Millroy Jordan Pepper Frederik Schandorff | McLaren 720S GT3 | GTD    | 705   | 27e  | 5e         |

### Résultats enChampionnat du monde d'endurance
| Année | Écurie           | Châssis             | Moteur                        | Classe   | 1     | 2   | 3         | 4     | 5   | 6   | Position | Points |
| ----- | ---------------- | ------------------- | ----------------------------- | -------- | ----- | --- | --------- | ----- | --- | --- | -------- | ------ |
| 2021  | Inception Racing | Ferrari 488 GTE Evo | Ferrari F154CB 3,9 L V8 Turbo | LMGTE Am | SPA   | POR | MNZ Forf. | LMS 8 | BHR | BHR |          | 0      |
| 2022  | Team Project 1   | Porsche 911 RSR-19  | Ferrari F154CB 3,9 L V8 Turbo | LMGTE Am | SEB 3 | SPA | LMS       | MNZ   | FUJ | BHR | 8e*      | 6*     |

* Saison en cours.

### Résultats enWeatherTech SportsCar Championship
| Année | Écurie                                   | Châssis          | Moteur                          | Classe | 1   | 2   | 3     | 4   | 5   | 6   | 7   | 8   | 9   | 10  | 11  | 12  | 13     | Position | Points |
| ----- | ---------------------------------------- | ---------------- | ------------------------------- | ------ | --- | --- | ----- | --- | --- | --- | --- | --- | --- | --- | --- | --- | ------ | -------- | ------ |
| 2021  | Inception Racing avec Optimum Motorsport | McLaren 720S GT3 | McLaren M840T 4,0 l V8 Bi-Turbo | GTD    | DAY | DAY | SEB   | MOH | BEL | WGL | WGL | LIM | ELK | LGA | LBH | VIR | ATL 12 | 209      | 63e    |
| 2021  | Inception Racing avec Optimum Motorsport | McLaren 720S GT3 | McLaren M840T 4,0 l V8 Bi-Turbo | GTD    | Q   | R   | SEB   | MOH | BEL | WGL | WGL | LIM | ELK | LGA | LBH | VIR | ATL 12 | 209      | 63e    |
| 2022  | Inception Racing avec Optimum Motorsport | McLaren 720S GT3 | McLaren M840T 4,0 l V8 Bi-Turbo | GTD    | DAY | DAY | SEB 5 | LBH | LGA | MOH | BEL | WGL | MOS | LIM | ELK | VIR | ATL    | 7e*      | 544*   |
| 2022  | Inception Racing avec Optimum Motorsport | McLaren 720S GT3 | McLaren M840T 4,0 l V8 Bi-Turbo | GTD    | Q 7 | R 5 | SEB 5 | LBH | LGA | MOH | BEL | WGL | MOS | LIM | ELK | VIR | ATL    | 7e*      | 544*   |

* Saison en cours.

### Résultats enAsian Le Mans Series
| Année | Écurie                                   | Châssis          | Moteur                          | Classe | 1     | 2     | 3      | 4     | Position | Points |
| ----- | ---------------------------------------- | ---------------- | ------------------------------- | ------ | ----- | ----- | ------ | ----- | -------- | ------ |
| 2021  | Inception Racing avec Optimum Motorsport | McLaren 720S GT3 | McLaren M840T 4,0 l V8 Bi-Turbo | GT     | DUB 2 | DUB 6 | ABU 10 | ABU 2 | 4e       | 45     |
| 2022  | Inception Racing avec Optimum Motorsport | McLaren 720S GT3 | McLaren M840T 4,0 l V8 Bi-Turbo | GT     | DUB 1 | DUB 2 | ABU 2  | ABU 6 | 1re      | 70     |